# 夢想成為律師的律師們
《夢想成為律師的律師們》（：／）是韓國JTBC自2025年8月2日起播出的土日電視劇，由《我的完美秘書》、《財閥X刑警》金宰洪導演和朴美賢編劇合作打造，李陣郁、鄭彩娟、李學周、全慧彬主演。
海外由Netflix同步上線。

## 劇情概要
該劇講述充滿正義但社會生活生疏的新進律師，透過冷漠但實力堅強的合夥人律師，成為一名完整的律師。

## 演員陣容

### 主要人物
- 李陣郁飾演尹錫勳[1][2]

律林律師事務所的合夥律師兼訴訟組組長，是個具有創意的律師。
- 鄭彩娟飾演姜孝敏/姜孝珠[2][3]

律林律師事務所的新進律師，在語言方面擁有天才型的才能。
雙胞胎姐姐孝珠，出生就有聽力障礙。
- 李學周飾演李鎮宇[4]

律林律師事務所訴訟組助理律師，不可或缺的中堅實務者。
- 全慧彬飾演許敏貞[2][5]

律林律師事務所訴訟組助理律師。考上首爾大學法學院後，卻在二年級時遇見壞男人而人生變調。在諮詢離婚訴訟時，錫勳看見她的潛力，並支持她重回法學院，使她得以順利畢業，40歲才成為律師並進入律林工作。

### 其他人物
- 金麗珍飾演權娜妍[6]

律林律師事務所的代表律師，錫勳的師父兼導師。
- 洪瑞俊飾演金律成[2][6]

律林律師事務所的三名創始人之一兼代表律師，也是訴訟組部長。
- 尹宥善飾演崔恩熙

孝敏的母親，法學院教授。
- 趙乘演飾演姜一燦

孝敏的父親，部長法官。
- 朴正杓飾演高泰燮

律林律師事務所的合夥律師兼企業法部長，承哲的兒子。雖然能力低落，但擁有成為律所代表的野心，因此慣用權謀詭計。
- 朴亨洙飾演洪道允

律林律師事務所合夥律師，企業法2組組長。
- 權承佑（권승우）飾演崔熙澈

律林律師事務所合夥律師，企業法1組組長。
- 李在宇飾演鄭智雄

律林律師事務所合夥律師，公平交易法組組長。
- 韓貞賢飾演徐姸秀

律林律師事務所合夥律師，金融法組組長。
- 尹俊源（윤준원）飾演羅東洙

律林律師事務所企業法組助理律師，洪道允律師客戶的兒子，公司有名的薪水小偷。
- 姜相準飾演韓成燦

李徐律師事務所的合夥律師，孝敏的男友。
- 李多珢（이다은）飾演閔昭羅

李徐律師事務所的助理律師。
- 李珠妍飾演崔浩然

律林律師事務所訴訟組的新進律師，土湯匙出身。
- 金江珉飾演池國賢[7]

律林律師事務所訴訟組的新進律師，名門大學出身，是孝敏在大學、公司的同期。
- 表在謙（표재겸）飾演吳相哲

律林律師事務所訴訟組的新進律師，金湯匙出身。
- 權雅凜飾演韓雪雅

孝敏從小至今的朋友兼室友，是個充滿正義感的醫師。
- 李昇妍（이승연）飾演李知恩

孝敏從小至今的朋友兼室友，有名的作詞家。
- 都想友飾演崔哲敏

基金創辦人兼代表，泰燮的潛在客戶，聘請錫勳為他處置家暴女兒的事件。
- 李泰劍

好善生殖醫院主任。
- 李海雲飾演朴基范

因婚前得了睪丸癌，所以在手術前到好善生殖醫院儲存精子，雖然手術成功，但無法生育，想要做試管，後來發現醫院把他的精子給損毀。
- 李朗瑞飾演李藝琳

朴基范的妻子，在婚前發生火燒車，造成面部及身體部分燒燙傷，因看到妹妹剛出生的外甥女，給了生活的希望，想和丈夫嘗試試管嬰兒。
- 鄭恩敬飾演保母

舉報崔哲敏家暴自己女兒的保母。
- 全昭暎飾演李瑞英

花三億韓圜買了柳冠模的畫作，配朋友指認為假品，而對畫家提告。
- 金範洙飾演柳冠模

韓裔畫家。
- 鄭以珠飾演文貞惠

姜孝珠的朋友，有智力障礙，被柳冠模畫家告抄襲。
- 李恩珠飾演文貞惠的媽媽

陪伴女兒開庭。

### 特別出演
- 金義聖飾演高承哲

律林律師事務所的三名創始人之一兼代表律師，為了讓律林成為國內首屈一指的律所，而不惜一切手段和方法。
- 李相燁飾演鄭元準[註 2]

錫勳前妻的現任丈夫，也是錫勳的高中好友。
- 池易洙飾演薛姸雅

錫勳的前妻。
- 柳泰浩飾演法官

審理江東市瓦斯案的法官。
- 李石飾演金德浩

韓運快遞公司司機。

## 分集
| 章節 | 標題                                                                     | 首播日期      | 片長   | 南韓收視人數 （百萬） |
| ---- | ------------------------------------------------------------------------ | ------------- | ------ | --------------------- |
| 1    | 入職培訓 인덕션                                                          | 2025年8月2日  | 61分鐘 | 0.987                 |
| 2    | 愛情這杯茶，泡過方知深淺 티백과 사랑의 강도는 뜨거운 물에 담가 봐야 안다 | 2025年8月3日  | 66分鐘 | 1.153                 |
| 3    | 破繭之痛 나비고치                                                        | 2025年8月9日  | 68分鐘 | 1.531                 |
| 4    | 以眼還眼 Lex talionis(렉스 탈리오니스) [눈에는 눈, 이에는 이]            | 2025年8月10日 | 68分鐘 | 1.905                 |
| 5    | 薩列里的獨白 살리에르의 독백                                             | 2025年8月16日 | 68分鐘 | 1.739                 |
| 6    | 愛情也是一種失能 사랑도 심신미약                                         | 2025年8月17日 | 73分鐘 | 1.792                 |
| 7    | 待公佈                                                                   | 2025年8月23日 | 待公佈 | 待定                  |
| 8    | 待公佈                                                                   | 2025年8月24日 | 待公佈 | 待定                  |

## 收視率
《夢想成為律師的律師們》於2025年8月1日在韓國綜合編成頻道JTBC開播，首集取得3.7%的收視率。第4集創下自身最高收視8.3%，連續3集收視上漲，且連續3集位居週末迷你劇收視冠軍。
本劇收視與同樣描繪律師題材、於有線電視播映的tvN土日劇《瑞草洞》，以及地上波SBS金土劇《TRY：我們成為奇蹟》的產生拉鋸。其中，前2集收視低於《瑞草洞》、第3—4集收視則超越該劇；共有1集收視低於《TRY：我們成為奇蹟》、1集收視超越後者。與其他同期播映的週末劇相比，本劇收視低於地上波的KBS 2TV週末劇《拜託老鷹5兄弟！》、《華麗的日子》，但高於地上波的MBC金土劇《死亡天使瑪莉》、特選系列《賭命為王》，以及同屬綜合編成的Channel A土日劇《代替旅行》。播出首週，躋身韓國付費電視（綜合編成、有線電視）週間收視第5名；第2週起，連續2週躋身第1名。
| 季數 | 季數 | 每季集數 | 每季集數 | 每季集數 | 每季集數 | 每季集數 | 每季集數 | 每季集數 | 每季集數 | 每季集數 | 每季集數 | 每季集數 | 每季集數 |
| 季數 | 季數 | 1        | 2        | 3        | 4        | 5        | 6        | 7        | 8        | 9        | 10       | 11       | 12       |
| ---- | ---- | -------- | -------- | -------- | -------- | -------- | -------- | -------- | -------- | -------- | -------- | -------- | -------- |
|      | 1    | 0.987    | 1.153    | 1.531    | 1.905    | 1.739    | 1.792    | 待定     | 待定     | 待定     | 待定     | 待定     | 待定     |

| 章節 | 標題                     | 播出日期      | 尼爾森全國收視率 | 尼爾森全國收視率 | 尼爾森首都圈收視率 | 尼爾森首都圈收視率 |
| 章節 | 標題                     | 播出日期      | 家庭戶比例       | 人數（百萬）     | 家庭戶比例         | 人數（百萬）       |
| ---- | ------------------------ | ------------- | ---------------- | ---------------- | ------------------ | ------------------ |
| 1    | 入職培訓                 | 2025年8月2日  | 3.703%           | 0.987            | 3.965%             | 0.493              |
| 2    | 愛情這杯茶，泡過方知深淺 | 2025年8月3日  | 4.714%           | 1.153            | 5.175%             | 0.617              |
| 3    | 破繭之痛                 | 2025年8月9日  | 6.727%           | 1.531            | 7.208%             | 0.799              |
| 4    | 以眼還眼                 | 2025年8月10日 | 8.318%           | 1.905            | 8.987%             | 1.001              |
| 5    | 薩列里的獨白             | 2025年8月16日 | 7.168%           | 1.739            | 7.537%             | 0.887              |
| 6    | 愛情也是一種失能         | 2025年8月17日 | 7.701%           | 1.792            | 8.001%             | 0.917              |
| 7    | 待公佈                   | 2025年8月23日 | 待定             | 待定             | 待定               | 待定               |
| 8    | 待公佈                   | 2025年8月24日 | 待定             | 待定             | 待定               | 待定               |

## 外部連結
- 官方网站 
- 在Netflix上觀看《夢想成為律師的律師們》
- Daum上《夢想成為律師的律師們》的資料

| JTBC 土日劇                              | JTBC 土日劇                            | JTBC 土日劇 |
| ---------------------------------------- | -------------------------------------- | ----------- |
|                                          | 夢想成為律師的律師們 （2025年8月2日—） |             |
| 健將聯盟 （2025年5月31日—2025年7月20日） | 百次的回憶 （2025年9月13日—）          |             |